# Hilmar Klute
Hilmar Klute (* 1967 in Bochum) ist ein deutscher Journalist und Schriftsteller. 

## Werdegang
Klute hat in Bochum und München studiert. Seit 2009 schreibt er bei der Süddeutschen Zeitung unter anderem Kolumnen für das Streiflicht, das er seit 2010 auch verantwortet. Hinzu kommen Reportagen, Essays und Porträts. Klute lebt in München.
Eine Analyse und Erörterung seines 2017 in der Süddeutschen Zeitung erschienenen Artikels Wer streiten will, muss sich auch schmutzig machen konnte am 30. April 2019 als eine von fünf Aufgaben im Deutsch-Abitur in Baden-Württemberg ausgewählt werden. Sein Roman Was dann nachher so schön fliegt (2018) spielt im Jahr 1986 und erzählt von einem Zivildienstleistenden in einem Altenheim im Ruhrgebiet, der von einer Dichterkarriere träumt. Bei dem Altenheim handelt es sich möglicherweise um das Haus am Glockengarten in Altenbochum.

## Veröffentlichungen
- HerzKammerJäger, Blanvalet Taschenbuch Verlag, München 2008, ISBN 978-3442371099.
- Winston oder Der Hund, der mich fand, Verlag Antje Kunstmann, München 2008, ISBN 978-3-88897-536-3.
- Der Kater Kasimir und andere Tiere meines Lebens, mit Dirk Schmidt, Verlag Antje Kunstmann, München 2010, ISBN 978-3-88897-639-1.
- Wir Ausgebrannten: Vom neuen Trend, erschöpft zu sein, Diederichs Verlag, München 2012, ISBN 978-3424350814.
- Das Streiflicht: Neueste Nachrichten aus der gedeuteten Welt, mit Joachim Käppner,  Süddeutsche Zeitung Edition, München 2013, ISBN 978-3864971013.
- War einmal ein Bumerang: Das Leben des Joachim Ringelnatz, Galiani Verlag, Berlin 2015, ISBN 978-3869711096.
- Was dann nachher so schön fliegt, Roman, Galiani Verlag, Berlin 2018, ISBN 978-3-86971-178-2.[7]
- Oberkampf, Roman, Galiani Verlag, Berlin 2020, ISBN 978-3-86971-215-4.[8]
- Die schweigsamen Affen der Dinge, Roman, Galiani Verlag, Berlin 2022, ISBN 978-3-86971-247-5.[9]